# Escarabeo

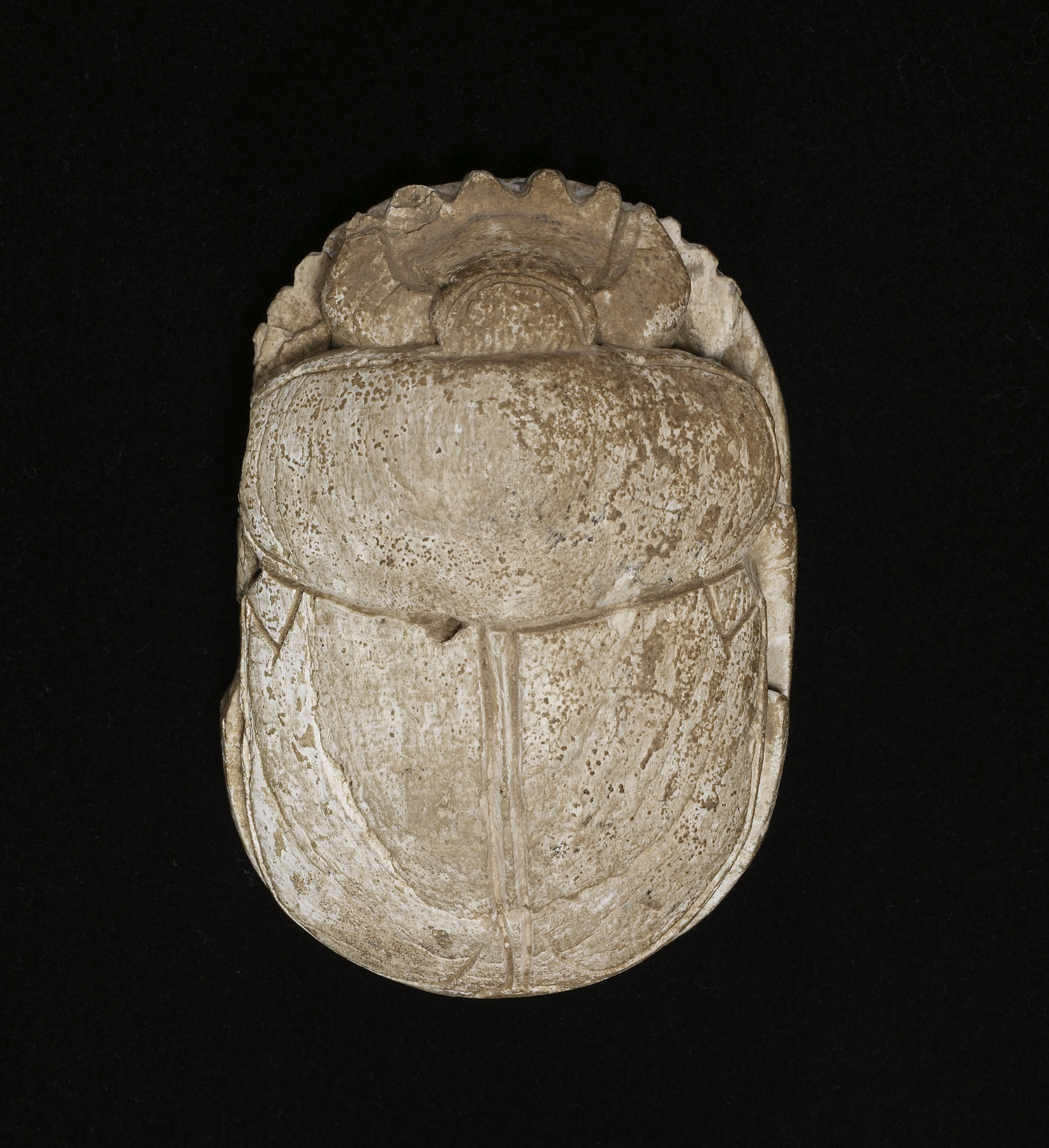

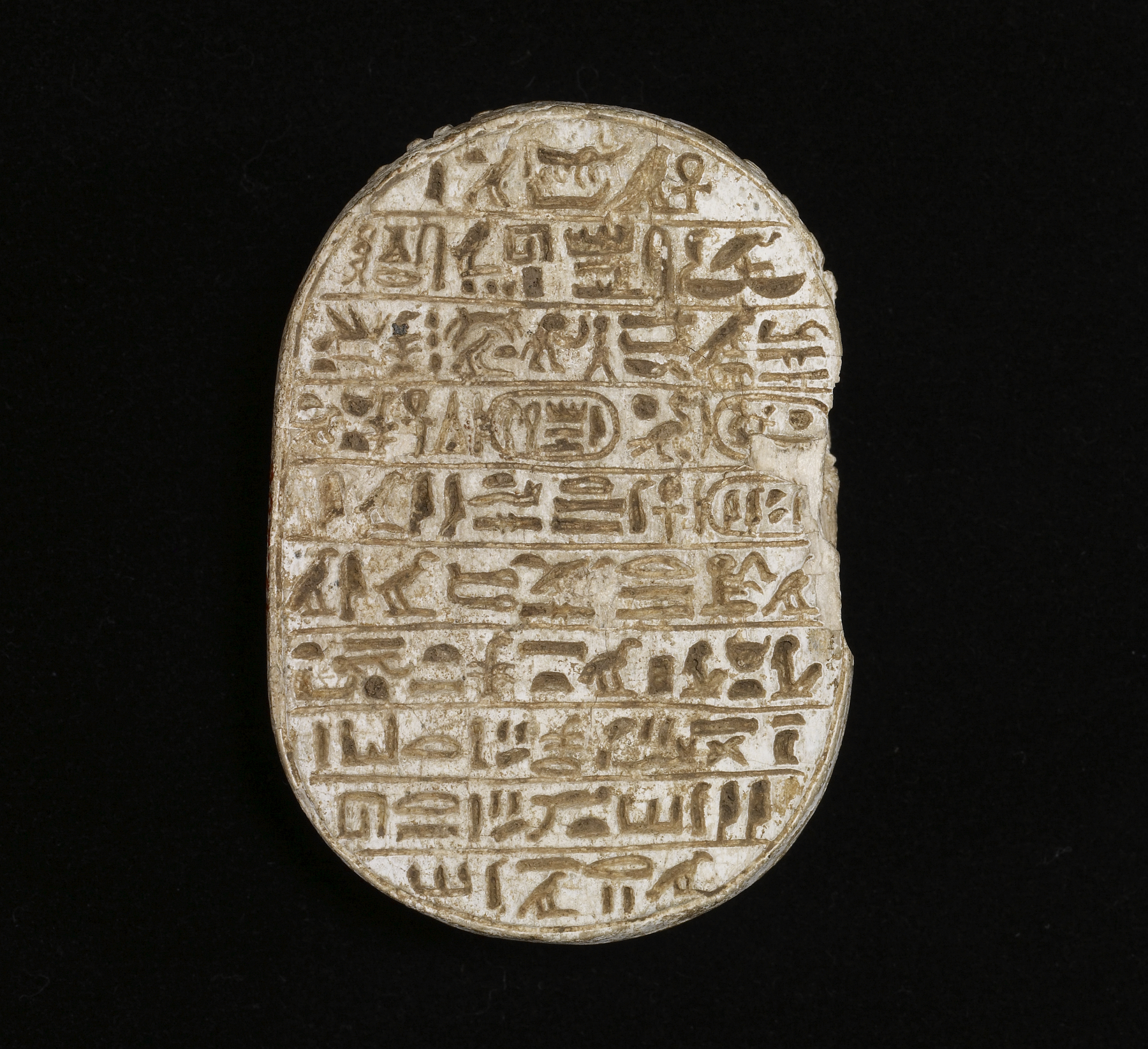
Escarabeo conmemorativo de Amenhotep III.

El escarabeo fue un amuleto de vida y poder, con forma de escarabajo pelotero (Scarabaeus sacer egipcio), que representaba al Sol naciente, y era símbolo de la resurrección en la mitología egipcia. En vida proporcionaba protección contra el mal, visible o invisible, dando diariamente fuerza y poder. En la muerte, quien lo portaba adquiría la posibilidad de resucitar y poder alcanzar la vida eterna.
El escarabajo estaba vinculado con el dios Jepri, forma de Ra como Sol naciente, y era el símbolo de la constante transformación de la existencia.

## Escarabajos en el Antiguo Egipto
Varias especies de escarabajos peloteros, principalmente Scarabaeus sacer, gozaron de un estatus sagrado entre los egipcios.
Su nombre jeroglífico se translitera como ḫpr (o xpr), y se traduce como "convertir" o "transformar". El término derivado ḫpru (o xprw) se traduce como "forma", "transformación", "suceso", "modo de ser" o "el autocreado", dependiendo del contexto. Puede tener significado existencial, ficticio u ontológico.
| L1 |

| L1 |

El escarabajo fue asociado a Jepri, el autocreado, el dios asociado al Sol naciente. Antiguamente se creía que el escarabajo era solamente de género masculino y que se reproducía depositando el semen en una bola de estiércol. La supuesta autorreproducción del escarabajo lo asemeja a Jepri, que se creó a sí mismo de la nada. Por otra parte, la bola de estiércol rodada por el escarabajo pelotero se asemeja al Sol. Plutarco escribió:

La raza de escarabajos no tiene ninguna hembra, pero todos los machos expulsan su esperma en una pelotilla redonda de material que ruedan empujándola por el lado opuesto, igual que el sol parece regresar a los cielos en la dirección opuesta a su propio curso, que es de oeste a este.

Los egipcios creyeron que Jepri renovaba el Sol cada día tras su desaparición en el horizonte, llevándole a través del mundo subterráneo, Duat, después del ocaso para renovarle otra vez al día siguiente. Algunas tumbas reales del Imperio Nuevo exhiben una imagen triple del dios del Sol, con el escarabajo como símbolo del Sol de la mañana. El techo astronómico en la tumba de Ramsés VI relata la "muerte" cada noche y el "renacimiento" del Sol como siendo tragado por Nut, diosa del cielo, y reapareciendo de su matriz como Jepri. La imagen del escarabajo asociado a ideas de transformación, renovación y resurrección, es ubicua en el arte religioso y funerario egipcio antiguo. 
Los escarabeos fueron tallados en variados materiales: esteatita, basalto, granito y en piedras preciosas como lapislázuli, amatista, cornalina, e incluso en metales como el oro. Las excavaciones arqueológicas en Egipto han sacado a la luz imágenes de escarabeos en hueso, marfil, piedra, fayenza egipcia y metales preciosos, fechados desde la sexta dinastía hasta el período romano. 
Son generalmente pequeños y están agujereados para permitir engarzarlos en un collar, y en la base llevan una breve inscripción o un cartucho egipcio. En general se usaban como amuletos, y en su reverso llevaban figuras o textos. Algunos tenían escrito el nombre de su propietario y se utilizaban como sellos, un uso extendido en las ánforas con vino, mercancía de lujo. Los faraones encargaron a veces la fabricación de ejemplares más grandes con largas inscripciones, como el escarabeo conmemorativo de la boda de la reina Tiy. Grandes esculturas de escarabeos se pueden encontrar en los templos de Tebas, en el Serapeum de Alejandría y en otros lugares de Egipto.
En tiempos en que comenzó la difusión del cristianismo en el Valle del Nilo y el Antiguo Egipto los misioneros asimilaron a por lo menos dos antiguos símbolos egipcios como símbolos para difundir la cristiandad: el Escarabeo fue asimilado a uno de los símbolos para alegorizar a Jesucristo con el nombre de "El Buen Escarabeo" por su relación simbólica con la resurrección  mientras que al símbolo de Anj fue asimilado a una de las formas de la Cruz (Cruz ansata o Cruz ansada).

## Culto funerario

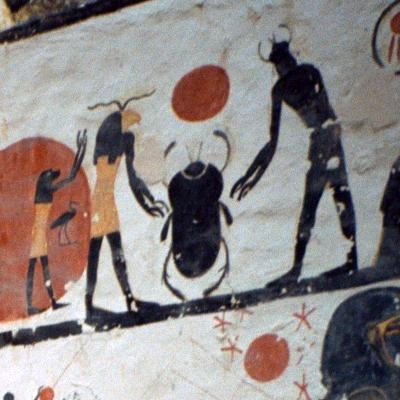
Jepri, representado como escarabajo en la pared de la tumba KV6, del valle de los Reyes.

El escarabajo tenía una gran importancia en el culto funerario egipcio. Generalmente era tallado en piedra verde y colocado en el pecho de los difuntos, para proteger el corazón y sustituirle durante la momificación. El propósito del "escarabajo del corazón" era asegurarse de que el corazón no testimoniaría contra el difunto en el juicio de los muertos. Otra posibilidad es la sugeridas por las palabras de transformación de los Textos de los sarcófagos, que afirman que el alma de los difuntos puede transformarse (xpr) en un humano, un dios, o un pájaro y reaparecer en el mundo de los vivos.
Quizás el ejemplo más famoso de tales "escarabajos del corazón" es el de color verde amarillento encontrado entre las provisiones de la tumba de Tutankamón, tallado en un gran trozo de mineral cristalino del desierto libio. 

No pudo pasar inadvertido que las crisálidas, cuyas alas y patas se encajonan en esa etapa del desarrollo, se asemejan a las momias. Incluso se ha precisado que el escarabajo comienza a hacer su bola en un compartimiento subterráneo que se alcanza por un eje vertical y un paso horizontal, curiosamente evocadores de las mastabas del Imperio Antiguo.

## Otros usos
En contraste con el uso dado en los textos funerarios, los comerciantes egipcios y de algunos pueblos vecinos adoptaron el escarabeo como sello. Los más conocidos son los grabados en los denominados sellos LMLK.

### Escarabeos reales

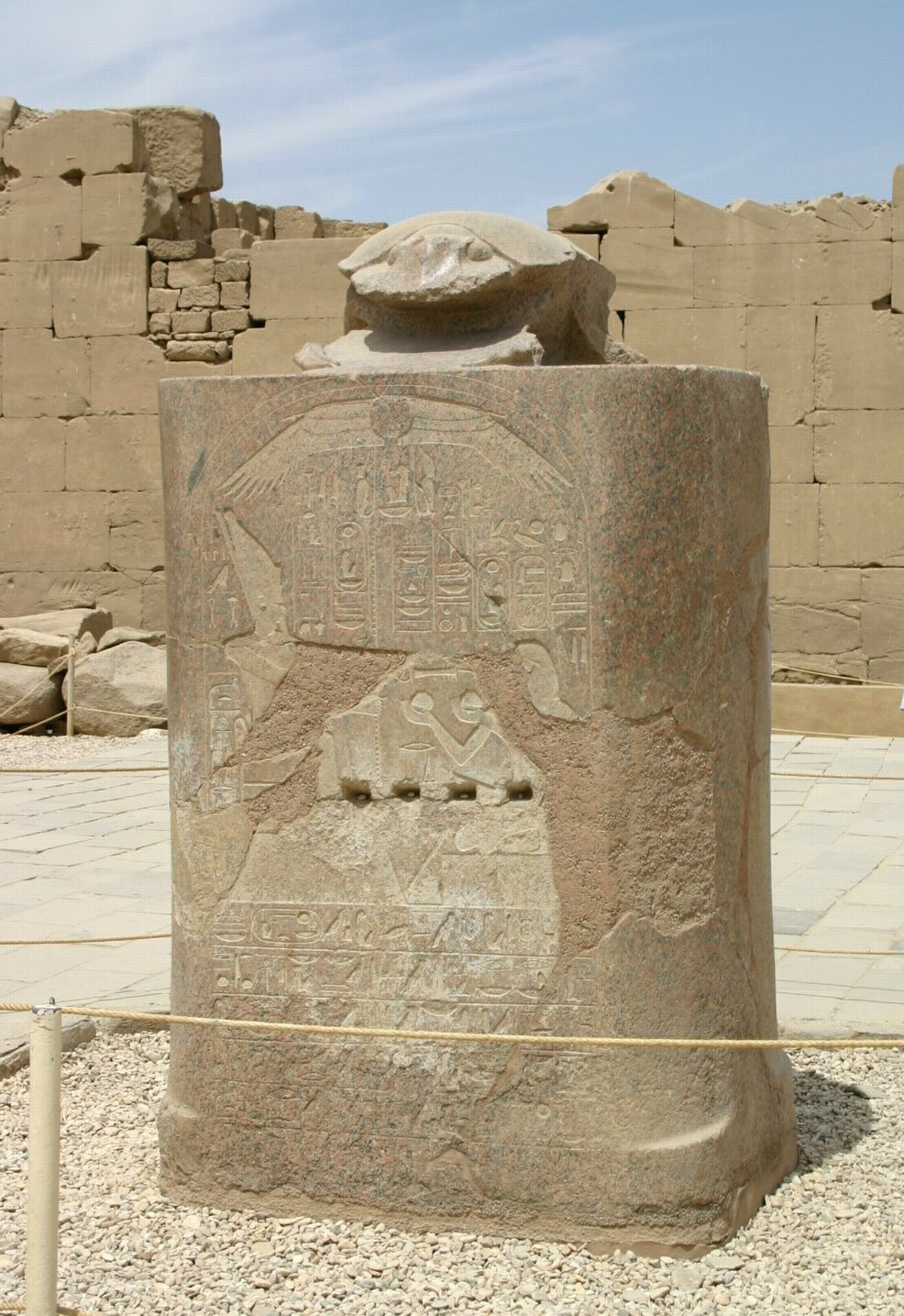
Escarabeo del templo de Karnak.

Hechos en su mayoría de esteatita vidriada, medían entre 4,7 y 11 cm, con un texto en su parte inferior. Eran utilizados como sellos de representación del rey, su familia, y algunos dignatarios, durante el segundo periodo intermedio de Egipto (hicsos). Son una de las principales fuentes de información de la dinastía XIV y la XV. Se han encontrado, además de en Egipto, en Canaán y Kush.
Fue muy usado en la dinastía XVIII, dándole Thutmose III el uso de sello real. Amenhotep III los utilizó profusamente, como forma de propagar por sus dominios las noticias relacionadas con él o con la familia real. Los más numerosos hablan de leones muertos con sus propias flechas, y de cacerías de toros salvajes. Otros ejemplares hablan de su boda con Tiy, de la construcción de un lago artificial en el palacio de Malkata o de la llegada de la princesa mitania Kilughepa con otras 317 mujeres al harén real. Estos escarabeos propagandísticos eran de un tamaño mayor, y se distribuían entre los cortesanos, altos funcionarios o bien se enviaban como obsequio a los reyes de países aliados. 
El escarabeo sigue siendo un artículo popular gracias al interés y fascinación moderna hacia el arte y las creencias del Antiguo Egipto. Escarabajos en piedras semipreciosas o en cerámica esmaltada se pueden comprar en la mayoría de las tiendas, mientras que en el templo de Karnak ha tenido que ser protegido un antiguo gran escarabajo, representación de Jepri, para desalentar a los visitantes de la práctica supersticiosa consistente en frotar la basa de la estatua para conseguir suerte; ahora muchos se limitan a dar tres vueltas alrededor de él.